# Битва с морскими свиньями

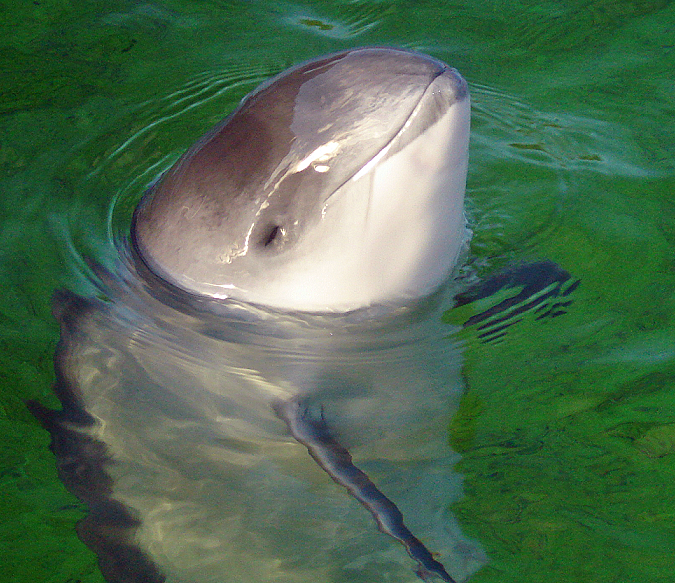
Морская свинья

Битва с морскими свиньями (порт. Batalha das Toninhas) — инцидент с участием бразильского флота у берегов Гибралтара в ноябре 1918 года, конце Первой мировой войны. Бразильцы приняли за немецкие подводные лодки стаю морских свиней, атаковали их и уничтожили.

## История
Бразильские корабли получили приказ английского адмиралтейства проследовать в Гибралтар. Адмирала Педро Макса Фернандо Фронтина предупредили об осторожности, поскольку в Гибралтарском проливе немецкая подводная лодка UB-50 потопила броненосец «Британия», назначенный для сопровождения бразильской флотилии. Было получено предупреждение о присутствии в этом районе большого количества подводных лодок, так что немецкая атака была возможна в любой момент.
Ночью, дозорные крейсера «Баия» заметили в воде, как им показалось, перископ. Решив, что это немецкая атака, моряки вслепую открыли огонь по воде, пытаясь отбиться от предполагаемой подводной лодки. Но то, что было ошибочно принято за перископ на немецкой подводной лодки, на самом деле оказалось стаей морских свиней.
Инцидент редко упоминается в исторических книгах, и в основном как комический факт. Однако событие осталось в бразильском народном сознании, породив массу шуток в бразильской прессе и мемов.
В то время не существовало электронных механизмов обнаружения подводных лодок. Инциденты, вызванные напряжением и боевым стрессом, приводящие к сопутствующему ущербу, были не редкостью в морских войнах. Подобный случай повторился в 1982 году во время Фолклендской войны, когда британский фрегат HMS Brilliant, оснащённый самым современным радиоэлектронным оборудованием, принял группу китов за аргентинские подводные лодки и открыл огонь по животным.